# La Vega (Cundinamarca)
La Vega – miasto w Kolumbii, w departamencie Cundinamarca.